# Aba Chuši
Aba Chuši (hebrejsky: אבא חושי, rodným jménem Aba Schneller, Aba Šneler, אבא שנלר, žil 1898 – 24. března 1969) byl sionistický aktivista, izraelský politik a poslanec Knesetu za stranu Mapaj.

## Biografie
Narodil se ve městě Turka v tehdejším Rakousku-Uhersku (pak Polsko, dnes Ukrajina). Roku 1920 přesídlil do dnešního Izraele, kde pracoval při výstavbě silnic a melioraci půdy. Patřil mezi zakladatele kibucu Bejt Alfa. Roku 1927 se přestěhoval do Haify.

## Politická dráha
V mládí patřil mezi zakladatele sionistické organizace ha-Šomer ha-ca'ir v Polsku. Účastnil se zakládajícího sjezdu odborové centrály Histadrut. Zpočátku byl členem strany Achdut ha-avoda, pak strany Mapaj. V obou zaujímal významné posty. V letech 1931–1951 byl tajemníkem zaměstnanecké rady v Haifě.
V izraelském parlamentu zasedl po volbách v roce 1949, kdy kandidoval za Mapaj. Byl členem parlamentního výboru pro procedurální pravidla, výboru pro záležitosti vnitra, výboru finančního a výboru pro ekonomické záležitosti. Na poslanecký mandát rezignoval v únoru 1951, v Knesetu ho nahradil Baruch Osnija. V letech 1951–1969 byl starostou Haify.